# Chris Vermeulen
Chris Vermeulen (Brisbane, 19 de junio de 1982) es un piloto profesional de motos australiano, que disputa el Mundial de SBK para el equipo Kawasaki.[actualizar] Ya corrió en esta competición durante los años 2004 y 2005, aunque lo hizo para el equipo Ten Kate Honda. Fue campeón del Mundial de Supersport en el año 2003.
Desde el 2006 hasta el año 2009, corrió para el equipo Rizla Suzuki en la categoría de MotoGP, en la temporada 2010 fue remplazado en Suzuki por Álvaro Bautista.

## Biografía
En 2005, consiguió el subcampeonato del mundo de Superbikes, habiendo participado ya en dos carreras en MotoGP sustituyendo a su compatriota Troy Bayliss en el equipo Camel Honda Pons, con el número 17.
Al año siguiente, ficha por el Rizla Suzuki en lo que se convierte en su primera temporada como piloto oficial. En esta temporada demostró sus habilidades en las dos ruedas consiguiendo dos poles positions en Turquía y Estados Unidos, incluyendo un segundo puesto en el gran premio de su país, Australia. También se hace patente su gran habilidad sobre mojado, donde se le llega a considerar como un especialista.
El año 2007 fue el mejor de su carrera deportiva. Consiguió su primera y única victoria como profesional hasta el momento, logrando tres podiums más, 2 segundos puestos y un tercero, y una pole position. Este mismo año quedó sexto en el Campeonato del Mundo consiguiendo 179 puntos. Logró su primera vuelta rápida en carrera, en el mismo circuito donde consiguió su primera pole, en Turquía.
El 2008 fue un buen año pero no tan bueno como el año anterior. Suzuki perdió algo de terreno frente a sus rivales, y consiguió dos podiums entre unos buenos resultados, quedando el octavo en la clasificación final del campeonato del mundo con 128 puntos.
El 2009, consigue malos resultados siendo un año en el que no consigue podiums y su mejor resultado es quinto en Assen. Quedó el 12.º del mundo con 102 puntos y su puesto en Suzuki lo ocupará el español Álvaro Bautista. Este año acaba su viaje en MotoGP volviendo en 2010 a la modalidad de Superbikes.
En 2010, volviendo a correr en Superbikes para el equipo Kawasaki sufre una grave caída en Phillip Island lesionándose la rodilla, obligándole a perderse las dos siguientes carreras. Aunque volvió, correr lesionado empeoró la delicada situación de la rodilla. Durante el resto de temporada tuvo problemas de rendimiento debido a la lesión, forzándole a abandonar la temporada entera, indicando que regresaría para la temporada [2011].
Después de una operación mucho más profunda de reconstrucción y más de seis meses de rehabilitación, se pierde por precaución la carrera inaugural de la temporada, el Gran Premio de casa en Australia, Phillip Island. Aparece en Donington Park, Inglaterra, en los entrenamientos del fin de semana pero no sale a disputar la carrera, aunque es optimista respecto a su recuperación. El tercer fin de semana de la competición tiene lugar en el mítico circuito de Assen, en Holanda, donde es capaz de rodar en los entrenamientos en ritmos normales de carrera. Parte en decimonovena posición con un registro de 1.498 de la pole, pero después de nueve vueltas se ve obligado a retirarse por la rodilla inflamada.
Declara ir recuperando poco a poco su condición física, y que le gustaría poder disputar el fin de semana completo en la prueba de Monza.
En septiembre de 2012 surgen especulaciones de que Chris Vermeulen podría volver al Mundial de MotoGP, y se confirma cuando participa en el Gran Premio de Francia.
Chris Vermeulen volverá en 2013 y correrá con Colin Edwards en el NGM Mobile Forward Racing, dejando después de 3 años las Superbikes.

## Resultados

### Campeonato del Mundo de Motociclismo

#### Por temporada
| Temp. | Categ. | Moto         | Equipo           | N.º   | Carreras | Victorias | Podios | Poles | V. Ráp. | Pts. | Pos. | Mundiales |
| ----- | ------ | ------------ | ---------------- | ----- | -------- | --------- | ------ | ----- | ------- | ---- | ---- | --------- |
| 2005  | MotoGP | Honda RC211V | Camel Honda-Pons | 17    | 2        | 0         | 0      | 0     | 0       | 10   | 21.º | –         |
| 2006  | MotoGP | Suzuki GSV-R | Rizla Suzuki     | 71    | 17       | 0         | 1      | 2     | 0       | 98   | 11.º | –         |
| 2007  | MotoGP | Suzuki GSV-R | Rizla Suzuki     | 71    | 18       | 1         | 4      | 1     | 1       | 179  | 6.º  | –         |
| 2008  | MotoGP | Suzuki GSV-R | Rizla Suzuki     | 7     | 18       | 0         | 2      | 0     | 0       | 128  | 8.º  | –         |
| 2009  | MotoGP | Suzuki GSV-R | Rizla Suzuki     | 7     | 17       | 0         | 0      | 0     | 0       | 106  | 12.º | –         |
| 2012  | MotoGP | Suter MMX1   | Forward Racing   | 7     | 1        | 0         | 0      | 0     | 0       | 0    | NC   | –         |
| Total | Total  | Total        | Total            | Total | 73       | 1         | 7      | 3     | 1       | 521  |      | 0         |

#### Por categoría
| Cat.   | Temporada       | Primer Gran Premio   | Primer Podio         | Primera Victoria   | Carreras | Victorias | Podios | Poles | V. Ráp. | Pts. | CM |
| ------ | --------------- | -------------------- | -------------------- | ------------------ | -------- | --------- | ------ | ----- | ------- | ---- | -- |
| MotoGP | 2005–2009, 2012 | GP de Australia 2005 | GP de Australia 2006 | GP de Francia 2007 | 73       | 1         | 7      | 3     | 1       | 521  | 0  |
| Total  | 2005–2009, 2012 |                      |                      |                    | 73       | 1         | 7      | 3     | 1       | 521  | 0  |

#### Carreras por año
(Carreras en negrita indica pole position, carreras en cursiva indica vuelta rápida)
| Año  | Cat.   | Moto   | 1      | 2       | 3      | 4       | 5      | 6      | 7     | 8      | 9      | 10     | 11     | 12     | 13     | 14     | 15      | 16     | 17      | 18     | Pts. | Posición |
| ---- | ------ | ------ | ------ | ------- | ------ | ------- | ------ | ------ | ----- | ------ | ------ | ------ | ------ | ------ | ------ | ------ | ------- | ------ | ------- | ------ | ---- | -------- |
| 2005 | MotoGP | Honda  | ESP    | POR     | CHN    | FRA     | ITA    | CAT    | NED   | USA    | GBR    | ALE    | CZE    | JAP    | MAL    | QAT    | AUS 11  | TUR 11 | VAL     |        | 10   | 21.º     |
| 2006 | MotoGP | Suzuki | ESP 12 | QAT Ret | TUR 7  | CHN Ret | FRA 10 | ITA 14 | CAT 6 | NED 10 | GBR 16 | ALE 7  | USA 5  | CZE 12 | MAL 11 | AUS 2  | JAP 11  | POR 9  | VAL Ret |        | 98   | 11.º     |
| 2007 | MotoGP | Suzuki | QAT 7  | ESP 9   | TUR 11 | CHN 7   | FRA 1  | ITA 8  | CAT 7 | GBR 3  | NED 16 | ALE 11 | USA 2  | CZE 5  | RSM 2  | POR 13 | JAP 11  | AUS 8  | MAL 7   | VAL 6  | 179  | 6.º      |
| 2008 | MotoGP | Suzuki | QAT 17 | ESP 10  | POR 8  | CHN Ret | FRA 5  | ITA 10 | CAT 7 | GBR 8  | NED 7  | ALE 3  | USA 3  | CZE 6  | RSM 5  | IND 9  | JAP Ret | AUS 15 | MAL 9   | VAL 13 | 128  | 8.º      |
| 2009 | MotoGP | Suzuki | QAT 7  | JAP 10  | ESP 10 | FRA 6   | ITA 10 | CAT 11 | NED 5 | USA 8  | ALE 13 | GBR 13 | CZE 11 | IND 11 | RSM 9  | POR 10 | AUS 11  | MAL 6  | VAL 15  |        | 106  | 12.º     |
| 2012 | MotoGP | Suter  | QAT    | ESP     | POR    | FRA 17  | CAT    | GBR    | NED   | ALE    | ITA    | USA    | IND    | CZE    | RSM    | ARA    | JAP     | MAL    | AUS     | VAL    | 0    | NC       |

### Campeonato Mundial de Superbikes

#### Carreras por años
(Carreras en negrita indica pole position, carreras en cursiva indica vuelta rápida)
| Año  | Moto     | 1       | 1       | 2       | 2       | 3       | 3       | 4       | 4       | 5      | 5      | 6      | 6      | 7      | 7      | 8      | 8       | 9       | 9       | 10    | 10    | 11      | 11      | 12    | 12      | 13  | 13  | Pts. | Pos. |
| Año  | Moto     | R1      | R2      | R1      | R2      | R1      | R2      | R1      | R2      | R1     | R2     | R1     | R2     | R1     | R2     | R1     | R2      | R1      | R2      | R1    | R2    | R1      | R2      | R1    | R2      | R1  | R2  | Pts. | Pos. |
| ---- | -------- | ------- | ------- | ------- | ------- | ------- | ------- | ------- | ------- | ------ | ------ | ------ | ------ | ------ | ------ | ------ | ------- | ------- | ------- | ----- | ----- | ------- | ------- | ----- | ------- | --- | --- | ---- | ---- |
| 2004 | Honda    | ESP 12  | ESP 5   | AUS 2   | AUS 2   | RSM 5   | RSM 12  | ITA 4   | ITA DSQ | ALE 15 | ALE 8  | GBR 2  | GBR 1  | USA 1  | USA 1  | EUR 4  | EUR 3   | NED 5   | NED 1   | ITA 2 | ITA 6 | FRA Ret | FRA Ret |       |         |     |     | 282  | 4.º  |
| 2005 | Honda    | QAT 8   | QAT 4   | AUS 3   | AUS 4   | ESP 2   | ESP 2   | ITA Ret | ITA 1   | EUR 4  | EUR 4  | RSM 2  | RSM 2  | CZE 8  | CZE 3  | GBR 4  | GBR 3   | NED 1   | NED 1   | ALE 1 | ALE 2 | ITA 1   | ITA C   | FRA 1 | FRA Ret |     |     | 379  | 2.º  |
| 2010 | Kawasaki | AUS Ret | AUS Ret | POR DNS | POR DNS | ESP     | ESP     | NED 17  | NED 14  | ITA 18 | ITA 13 | RSA 18 | RSA 16 | USA 15 | USA 13 | RSM 16 | RSM 15  | CZE Ret | CZE Ret | GBR   | GBR   | ALE     | ALE     | IMO   | IMO     | FRA | FRA | 10   | 20.º |
| 2011 | Kawasaki | AUS     | AUS     | GBR DNS | GBR DNS | NED Ret | NED DNS | ITA DNS | ITA DNS | USA    | USA    | RSM 14 | RSM 10 | ESP 12 | ESP 14 | CZE 18 | CZE DNS | SIL     | SIL     | ALE   | ALE   | IMO     | IMO     | FRA   | FRA     | POR | POR | 14   | 20.º |

## Imágenes destacadas
|                           |
| En 2006 en Phillip Island |

|                                        |
| Rizla-Suzuki GSV-R de 2007 de Vermulen |

|                                     |
| Vermeulen en Phillip Island en 2007 |